# 강규성 (신학자)
강규성(姜奎星, 1965년 12월 30일~)은 대한민국 신학자이며 한국성서대학교에서 구약학 교수로 있다. 한국복음주의구약신학회 총무을 역임하였고, 한국복음주의신학회 회장이다. 현재 한국성경신학회 감사이며, 한국성서대학교의 부총장이다. 모세오경을 성경신학적 관점에서 연구하는 전문가로 평가받는다.

## 학력
- 미국 칼빈 신학교 (Calvin Theological Seminary Visting Scholar, 2012.08-2013.07)

- 총신대학교대학원 (구약신학, Ph.D.) 지도교수 김의원(2000-2004)

- 총신대학교대학원 (구약신학, Th.M.) 지도교수 김지찬(1997-2000)

- 총신대학교신학대학원(M.Div. equiv.) 지도교수 김의원(1992-1996)

- 한국성서대학교 성서학과(B.A equiv.) (1985-1992)

## 교육경력
- 현재 한국성서대학교 교수

- 인천대학교 외래교수 역임
- 총신대학신학대학원 외래교수(히브리어) 역임

## 보직경력
- 현) 한국성서대학교 부총장, 교목실장, 혁신사업단장, 산학협력단장(2020-현재)

- 한국성서대학교 일립교육부장/교목실장(2014.12.1.-2018.06) 역임

- 한국성서대학교대학원 교학처장(2014.3.1.-2014.11.30) 역임

- 한국성서대학교 교목실장(2002.3.1.-2012.2.28.) 역임

## 학회경력
- 현) 한국복음주의신학회 회장

- 현) 한국성경신학회 감사

- 한국복음주의신학회 총무 역임

- 한국복음주의신학회 회계 역임

- 한국복음주의구약신학회 총무 역임

- 개혁신학회 학술이사 역임

## 저서 및 공저
- 『학생과 교수가 함께 쓴 구약성경읽기 I』 공저 2023.

- 『출애굽기 어떻게 이해할 것인가』 서울: 예영&PNP, 2015

- 『구약이해』. 서울: 한국성서대학교출판부, 2016.

- 『신약이해』. 서울: 한국성서대학교출판부, 2016.

- 『창조주 하나님의 방문: 창세기에 대한 성경신학적 묵상』. 서울: 예영&PNP, 2006.

- 『성과 가족』 공저 2004년 대학특성화사업 연구과제

- 『성장하는 14교회 중고등부 부흥전략』 공저. 기독신문사. 1999.

## 역서
- 『성경해석자 사전』 공역. 기독교문서선교회. 2003. 8.30.

- 『성의 시작』 . 기독교문서선교회. 2006.

## 감수
「조선어 스터디 성경」 오경

## 학위논문
- 야곱의 ‘톨레돗’ 구조속에 나타난 요셉과 유다의 역할, Ph.D.논문 (2003) 지도교수 김의원

- 호세아 1-3장의 문예적 구조와 그 신학적 의의, Th.M 논문 (1999) 지도교수 김지찬

## 발표논문
- “요나의 기도: 심판과 구원에 대한 하나님의 주권”, 「교회와 문화」 2023

- “여호와, 이스라엘의 왕 이스라엘, 여호와의 군대: 민수기 1-4장에 대한 성경신학적 주해와 설교 「교회와 문화」 2022.

- “욥기 구조와 신학”, 「교회와 문화」 2020

- “헤렘 전쟁기사는 과연 진멸만을 말하는가? 가나안 정복 기사(수 5-11장)을 중심으로”, 「성경과 신학」 2019

- “신명기 12:1-16:17의 수사적 전략, 「구약논집」 2019

- “구약은 동성애에 대해 어떻게 말하는가? 「성경과 신학」 2017년

- “우리는 어디로 가야 하는가?: 사회적 관계를 중심으로” (기독교유아교육학회)

- “시편 14편에서 오경 내러티브 읽기”, 김정우 교수 은퇴논총 「기혼의 시냇가에 심긴 나무처럼」 ,2016

- 요셉의 꿈(창 37:5-11)과 그 기능에 대한 새로운 고찰, 「한 알의 밀이 땅에 떨어져 : 강희정 학장 20주년 추모집」, 2016.

- “창세기 2:4-3:24에 대한 문법-역사적 및 신학적 연구” 「개혁논총」 ,2014

- “섬김에 대한 성서신학적 의미에 관한 고찰”, 「一粒論叢」 2012.

- “음란한 아내 이스라엘의 심판과 회복: 호세아 2:4-25의 주해“ 「교회와 문화」, 2011

- “고대 근동의 문맥에서 바라 본 인간 창조 기사의 의미에 관한 연구: 창세기 1:26~28, 2:7”, 2:18-25의 신학적 기능, 「구약논집」, 2010.

- “창세기 1장에 대한 에드워드 J. 영(Young)의 해석과 신학에 대한 고찰”, 「교회와 문화」 2009

- “문화변혁의 중요성에 대한 구약신학적 고찰-레위기 18장을 중심으로”, 「개혁논총」 ,2009

- “교회의 지향점: 하나님의 공의와 정의 - 창세기 18:16-20:18에 대한 칼빈의 성경 해석 방법의 적 용”, 「성경과 신학」  2009.

- “차일즈(B.S Childs)의 정경적의 맥락에서 본 구약신학에 대한 비평적 고찰”, 「교회와 문화」,2008

- “고대 근동의 문맥에서 바라 본 인간 창조 기사의 의미에 관한 연구”, 「구약논집」, 2008

- “야곱이 돌아왔다-창세기 35:1-15절”, 『성서마당』, 여름 신창간 제13호, 2007.

- “불확실한 미래와 확실한 죽음의 기로에서서: 전도서 11:1-12:7에 관한 연구” 「교회와 문화」, 2007.

- “하나님의 고통, 불행한 사사 입다: 사사기 10:6-12:7에 관한 문예적 고찰”, 「교회와 문화」, 2006.

- “구약신학의 관점으로 본 한국교회 교육: 토라, 예언서, 지혜서의 교육적 기능에 관련 연구”, 「개혁논총」 ,2005

- ‘로에’ 요셉: 요셉의 역할에 대한 문예-신학적 고찰, 「개혁논총」, 2004.

- ‘자손의 문제: 유다 자손의 위기와 극복-문예적 구조분석을 통해 본 38장의 위치’, 「구약논집」, 2004

## [두란노 How 주석 시리즈]에 게재된 글, 두란노아카데미
- “창세기 구조와 내용을 통해서 본 하나님의 선택”, 『창세기 어떻게 설교할 것인가』
- “삿 10-16장: 하나님의 긍휼, 불행한 사사들”. 『사사기·룻기 어떻게 설교할 것인가』

- “불임의 여인 한나의 기쁨, 이스라엘의 희망: 사무엘상 1:1-4:1상 주해와 적용”. 『사무엘상 어떻게 설교

할 것인가?』.
- “화려한 업적 배후에 깔린 어두운 그림자”. 『열왕기상 어떻게 설교할 것인가』.

- “아합의 집, 바알의 집을 파멸한 예후”, 『열왕기하 어떻게 설교할 것인가』.

- “솔로몬의 성전 건축” . 『역대하 어떻게 설교할 것인가』.

- 예레미야14~15장 : 거절당한 하나님의 백성과 예레미야의 탄식, 『예레미야 어떻게 설교할 것인가』

- “생명과 죽음에 이르는 길”. 『에스겔 어떻게 설교할 것인가』.

- “욘1:1~16 여호와, 그는 창조자시요 만물의 통치자이시다” 『요나.하박국 어떻게 설교할 것인가』.

- “욘1:17~2:10 물고기 뱃속에서 드리는 요나의 기도”『요나.하박국 어떻게 설교할 것인가』.

- “욘3장: 이방 니느웨가 회개하고 돌아오다”『요나.하박국 어떻게 설교할 것인가』.

- “욘4장: 박 넝쿨을 아낀 선지자, 생명을 아낀 하나님”『요나.하박국 어떻게 설교할 것인가』.

## 『그 말씀』 및 『목회와 신학』에 게재한 글
- 노아의 세 아들: 현 세대와 다음 세대를 위한 교훈(창 9:18-29), 『그 말씀』 2016년 7월호

- 아브라함과 사래: 위기의 부부의 새로운 출발(창 12:10-13:4),『그 말씀』 2016년 6월호

- 전염병, 악성종기, 우박 재앙(출 9장), 『그 말씀』 2016년 1월호

- 하나님은 누구신가(창세기 1장 주석), 『그 말씀』 2015년 5월호

- 사람이란 무엇인가(창세기 2장 주석), 『그 말씀』 2015년 5월호

- 아브라함과 그의 자손들을 향한 여호와의 비전. 『그 말씀』 2014년 2월호

- 노아, 아브라함, 이삭, 야곱, 요셉, 유다의 소명, 『그 말씀』 2010년 12월호.

- 야곱 가족의 불화, 용서, 화해. 『그 말씀』 2009년 9월호.

- 돌라, 야일, 입다, 입산, 엘론, 압돈, 『그 말씀』 2005.11월호

- “박철현의 「야곱-우리와 성정이 같은 사람」”, 『목회와 신학』 2010년 4월호

## 같이 보기
- 한국개혁신학회
- 한국복음주의조직신학회
- 한국장로교신학회
- 한국의 신학자 목록
- 개혁신학자
- 열린신학